# Saint-Aubin-de-Luigné
Saint-Aubin-de-Luigné korábbi község Franciaország Loire mente régiójában, Maine-et-Loire megyében. 2015. december 31-én Saint-Lambert-du-Lattay korábbi községgel egyesült és Val-du-Layon új község része lett.
Lakosainak száma 1254 fő (2018. január 1.). Saint-Aubin-de-Luigné Chaudefonds-sur-Layon, La Jumellière és Rochefort-sur-Loire községekkel határos.

## Népesség
A település népessége az elmúlt években az alábbi módon változott:
| Lakosok száma | 1028 | 945  | 858  | 853  | 857  | 1141 | 1213 | 1261 | 1252 | 1254 |
|               | 1962 | 1968 | 1982 | 1990 | 1999 | 2008 | 2011 | 2013 | 2017 | 2018 |